# Turma da Mônica - Origens
Turma da Mônica: Origens é uma série de televisão brasileira infantojuvenil exibida pelo Globoplay em coprodução com a Biônica Filmes a partir de 24 de outubro de 2024, em 8 episódios, totalizando 1 temporada.
Criada por Marina Maria Iorio e Daniel Rezende, com a colaboração de Mauro D'Addio e Mariana Zatz, é uma obra baseada na série de histórias em quadrinhos homônima criada por Mauricio de Sousa. A série tem direção geral de Daniel Rezende e colaboração de Isabel Valiante, Luciana Baptista e Leonardo Rocha.  Serve como história de origem do universo cinematográfico da Mauricio de Sousa Produções, e inclusive conta com o retorno de alguns atores dos filmes Laços e Lições (2019) e da série Turma da Mônica  - A Série (2022).
Conta com Louise Cardoso, Daniel Dantas, Malu Valle, Paulo Betti e Dhu Moraes nos papéis principais, além de seus respectivos atores mirins Giovanna Urbano, Felipe Rosa, Manu Colombo, Bernardo Faria e Sabrina Souza, que interpretam seus personagens na infância.

## Premissa
Antes mesmo de se tornarem inseparáveis, as cinco crianças se encontram em um cenário de férias inesquecíveis ao optarem por passar o período com suas famílias no luxuoso Limoeiro Palace Hotel. Durante essa estadia, uma súbita e inesperada tempestade desencadeia uma série de eventos inusitados: o hotel organiza uma gincana animada que rapidamente se transforma em o centro das atenções, encantando especialmente Denise, a falante e sempre curiosa moradora do Limoeiro. Em meio a essa competição vibrante, onde apenas uma criança poderá se consagrar vencedora, cada participante se vê envolvida em uma trama repleta de desafios. Ao longo de uma semana intensa, os pequenos enfrentam aventuras surpreendentes, descobrem segredos que os aproximam e se afastam, desvendam mistérios por meio de investigações emocionantes e lidam com sabotagens inesperadas. Paralelamente, eles são desafiados a superar seus medos, enquanto desfrutam de momentos de pura alegria, como as deliciosas fatias de melancia que se tornam símbolo de união e descontração, e se lançam em planos mirabolantes que prometem transformar cada instante em uma memória única.

## Produção

### Concepção inicial de roteiro
A série apresenta uma narrativa inédita que se desenrola em duas linhas do tempo distintas: a infância dos personagens e sua fase adulta, aos 70 anos. Essa abordagem inovadora visa explorar a profundidade dos personagens, mostrando como as experiências da infância influenciam suas vidas na terceira idade. Os criadores buscaram manter a essência dos personagens, ao mesmo tempo em que introduziram elementos novos para surpreender o público.
A ideia de retratar os personagens em diferentes fases da vida foi concebida para oferecer uma nova perspectiva sobre a Turma da Mônica, permitindo que o público se conecte com as diversas etapas da vida dos protagonistas. Essa escolha narrativa busca aprofundar a compreensão dos espectadores sobre o crescimento e as transformações dos personagens ao longo do tempo.

### Desenvolvimento e filmagens
Em 27 de novembro de 2023, a coluna Play do jornal O Globo revelou, de maneira surpreendente, a realização de uma segunda temporada de Turma da Mônica - A Série, informando que as gravações teriam início ainda naquele mesmo ano. No entanto, conforme declarou a atriz Giulia Benite em uma rede social, que interpretou Mônica, um novo grupo de atores assumiria os papéis, sinalizando uma reformulação significativa no elenco.
No dia 18 de dezembro, um teaser divulgado pelo Globoplay apresentou a nova produção, intitulada Turma da Mônica: Origens, divulgando os atores infantis que integrariam o elenco principal, gerando expectativa entre os fãs.
Pouco tempo depois, em 23 de dezembro, foi iniciada a segunda etapa das filmagens em Poços de Caldas, Minas Gerais – cidade que já servira de cenário para os filmes anteriores. A previsão é que a produção audiovisual seja lançada na plataforma até 2025, marcando uma nova fase na história dos personagens. Em 9 de fevereiro de 2024, as gravações em Poços de Caldas foram oficialmente concluídas, encerrando um ciclo importante para a série.
Posteriormente, em 30 de março, o jornal O Globo anunciou que os atores adultos, que integraram a duologia Laços e Lições, retornariam para interpretar os pais dos personagens – com exceção de Paulo Vilhena, que interpretou Seu Cebola. O ator foi substituído por Felipe Rocha.
Por fim, em 24 de setembro, o portal Play divulgou de forma exclusiva que um elenco especial será escalado para representar as versões idosas dos protagonistas, e confirmou a data de estreia para 24 de outubro, em homenagem ao mês das crianças.

## Elenco e personagens
| Legenda         | Legenda                              |
| --------------- | ------------------------------------ |
|                 | Creditado no elenco principal        |
|                 | Creditado no elenco recorrente       |
|                 | Creditado como participação especial |
| Does not appear | Personagem ausente                   |

| Intérprete        | Personagem                                    | Temporadas |
| Intérprete        | Personagem                                    | 1 (2024)   |
| ----------------- | --------------------------------------------- | ---------- |
| Principal         |                                               |            |
| Louise Cardoso    | Mônica Sousa                                  |            |
| Giovanna Urbano   | Mônica Sousa                                  |            |
| Daniel Dantas     | Cebolácio Menezes da Silva Júnior (Cebolinha) |            |
| Felipe Rosa       | Cebolácio Menezes da Silva Júnior (Cebolinha) |            |
| Malu Valle        | Magali Fernandes de Lima                      |            |
| Manu Colombo      | Magali Fernandes de Lima                      |            |
| Paulo Betti       | Cássio Marques de Araújo (Cascão)             |            |
| Bernardo Faria    | Cássio Marques de Araújo (Cascão)             |            |
| Dhu Moraes        | Milena Sustenido                              |            |
| Sabrina Souza     | Milena Sustenido                              |            |
| Recorrente        |                                               |            |
| Mel Dutra         | Denise                                        |            |
| Bernardo Soares   | Dudu                                          |            |
| Marcos Veras      | Denilson Carvalho (Gerente)                   |            |
| Érico Brás        | Luiz Mário Andrade (Tio da Recreação)         |            |
| Monica Iozzi      | Dona Luisa de Sousa                           |            |
| Luiz Pacini       | Seu Sousa                                     |            |
| Fafá Rennó        | Dona Cebola da Silva                          |            |
| Felipe Rocha      | Seu Cebola                                    |            |
| Marcela Rosis     | Dona Lili Lima                                |            |
| Beto Schultz      | Seu Paulinho Lima                             |            |
| Angélica de Paula | Dona Lurdinha de Araújo                       |            |
| Adriano Paixão    | Seu Antenor de Araújo                         |            |
| Duda Pimenta      | Sol Sustenido                                 |            |
| Lucca Scherer     | Binho Sustenido                               |            |
| Rocco Pitanga     | Renato Sustenido                              |            |
| Fernanda Ross     | Dra Silvia Sustenido                          |            |
| Cláudia Missura   | Madame Creusodete (Crêu)                      |            |
| Yasmin Berti      | Menina que mora com a Dona Mônica             |            |
| Shirley Cruz      | Médica da Dona Mônica                         |            |

## Episódios

### Resumo
| Temporada | Temporada | Episódios | Episódios | Originalmente lançado | Originalmente lançado | Originalmente lançado |
| Temporada | Temporada | Episódios | Episódios | Estreia da temporada  | Final da temporada    | Emissora              |
| --------- | --------- | --------- | --------- | --------------------- | --------------------- | --------------------- |
|           | 1         | 8         | 8         | 24 de outubro de 2024 | 24 de outubro de 2024 | Globoplay             |

### Primeira Temporada (2024)
| Episódio (série) | Episódio (temp.) | Título                        | Dirigido por                                       | Escrito por        | Lançamento original   |
| --- | ---------------- | ----------------------------- | -------------------------------------------------- | ------------------ | --------------------- |
| 1 | 1                | "Check-In"                    | Daniel Rezende e Isabel Valiante                   | Marina Maria Iorio | 24 de outubro de 2024 |
| Uma tempestade cancela a programação de férias do Palace Hotel, mas o tempo fecha quando Mônica nota que Sansão sumiu, e Magali, Milena, Cebolinha e Cascão se tornam adversários.  |                  |                               |                                                    |                    |                       |
| 2 | 2                | "Cabo de Guerra"              | Luciana Baptista, Daniel Rezende e Isabel Valiante | Verônica Honorato  | 24 de outubro de 2024 |
| Mônica vê uma orelha azul na máquina de bichinhos. É o Sansão? Cebolinha chega à primeira prova cantando vitória, mas fica alerta quando vê que Mônica entrou na competição.        |                  |                               |                                                    |                    |                       |
| 3 | 3                | "Quem Quer Ser Um Limonário?" | Daniel Rezende e Isabel Valiante                   | Yann Rodrigues     | 24 de outubro de 2024 |
| Magali encontra uma aliada que pode lhe ajudar a realizar seu maior sonho. No turbulento Quiz, Mônica faz uma jogada arriscada na esperança de resgatar Sansão.                     |                  |                               |                                                    |                    |                       |
| 4 | 4                | "Escalada"                    | Leonardo Rocha, Daniel Rezende e Isabel Valiante   | Fernanda De Capua  | 24 de outubro de 2024 |
| Milena descobre o segredo de um adversário e avança em sua pesquisa sobre o Limoeiro. Mônica precisa decidir se participa da prova da escalada ou se ajuda Cebolinha a vencer.      |                  |                               |                                                    |                    |                       |
| 5 | 5                | "Paixão Nacional"             | Leonardo Rocha, Daniel Rezende e Isabel Valiante   | Verônica Honorato  | 24 de outubro de 2024 |
| A gincana de futebol se torna uma cilada para Cascão. Mônica tem uma prova de que Sansão está na máquina de bichinhos, mas ela é impedida de se aproximar do coelho de pelúcia.     |                  |                               |                                                    |                    |                       |
| 6 | 6                | "Escape Se Puder"             | Daniel Rezende e Isabel Valiante                   | Yann Rodrigues     | 24 de outubro de 2024 |
| Na última prova da competição, as crianças estão longe de ficarem amigas. Entre novas acusações e descobertas, Mônica toma uma atitude radical, e as consequências são desastrosas. |                  |                               |                                                    |                    |                       |
| 7 | 7                | "Piñata"                      | Daniel Rezende e Isabel Valiante                   | Fernanda De Capua  | 24 de outubro de 2024 |
| Mônica relembra um trauma do passado e, motivada a fazer diferente desta vez, ela convoca as crianças para uma importante missão.                                                   |                  |                               |                                                    |                    |                       |
| 8 | 8                | "Check-Out"                   | Daniel Rezende e Isabel Valiante                   | Marina Maria Iorio | 24 de outubro de 2024 |
| No último dia da gincana, Mônica precisa mostrar às crianças que as chances de ganhar são maiores se jogarem juntas. Mas se as crianças se unirem, quem sairá vencedor?             |                  |                               |                                                    |                    |                       |

## Lançamento
A estreia mundial de Turma da Mônica: Origens ocorreu em 24 de outubro de 2024, exclusivamente na plataforma Globoplay. Essa data foi cuidadosamente escolhida para celebrar o mês das crianças, acompanhando uma série de teasers e ações promocionais iniciadas já em dezembro de 2023.

## Repercussão

### Resposta da crítica
Diversas críticas sobre Turma da Mônica: Origens destacam tanto os pontos fortes quanto alguns desafios da série, oferecendo uma visão pluralista do que a produção traz para o universo criado por Mauricio de Sousa.
Por um lado, críticos de veículos como o CinePOP exaltam a sensibilidade da narrativa. Eles apontam que a série acerta ao intercalar momentos da infância com cenas que mostram a turminha já na terceira idade, criando um diálogo com o legado dos filmes anteriores. Essa dualidade temporal – em que Mônica, Cebolinha, Magali, Cascão e Milena relembram como se conheceram enquanto enfrentam novos desafios – é vista como uma abordagem inovadora que evoca nostalgia e ao mesmo tempo convida a uma reflexão sobre a passagem do tempo e a importância das amizades. Para esses críticos, o casting tanto dos atores mirins quanto dos adultos foi um acerto, e a direção artística de Isabel Valiante (sob supervisão criativa de Daniel Rezende) reforça a identidade visual e emocional tão marcante da franquia.
Outras análises, como a do Nerdish Journal, ressaltam o caráter “confortante” e quase terapêutico da série. Segundo esse olhar, Origens é uma produção que aquece o coração ao revisitar um universo familiar, fazendo com que tanto fãs de longa data quanto novos espectadores se sintam parte de uma grande história de amizade e superação. Essa perspectiva valoriza o aspecto sentimental da narrativa e a forma como ela consegue traduzir a essência dos quadrinhos para o formato live-action, mantendo a inocência e o charme dos personagens.
Adicionalmente, críticas em sites como o Plano Crítico ressaltam que, apesar de eventuais falhas pontuais na construção de alguns elementos da trama, a série consegue entregar uma experiência emocional rica e envolvente, reforçando a importância do legado da Turma da Mônica para a cultura brasileira. Essa pluralidade de opiniões mostra que Turma da Mônica: Origens é uma produção ambiciosa que, mesmo enfrentando desafios típicos de uma adaptação live-action de um universo tão amado, consegue cativar e emocionar diferentes públicos.

### Prêmios e indicações
| Lista de prêmios e indicações | Lista de prêmios e indicações | Lista de prêmios e indicações         | Lista de prêmios e indicações | Lista de prêmios e indicações | Lista de prêmios e indicações |
| Premiação                     | Data da cerimônia             | Categoria                             | Indicação                     | Resultado                     | Ref.                          |
| ----------------------------- | ----------------------------- | ------------------------------------- | ----------------------------- | ----------------------------- | ----------------------------- |
| Prêmio F5                     | 19 de dezembro de 2024        | Atuação do Ano em Papel Infantojuveni | Sabrina Souza                 | Indicada                      | [ 19 ]                        |